# Fontanil-Cornillon
Fontanil-Cornillon är en kommun i departementet Isère i regionen Auvergne-Rhône-Alpes i sydöstra Frankrike. Kommunen ligger i kantonen Saint-Égrève som tillhör arrondissementet Grenoble. År 2022 hade Fontanil-Cornillon 3 410 invånare.

## Befolkningsutveckling
Antalet invånare i kommunen Fontanil-Cornillon
Referens:INSEE